# گورگن متساتوریان
گورگن متساتوریان (ارمنی: Գուրգէն Մեծատուրեան؛ ۱۰ ژوئیه ۱۹۰۸ – درگذشته ۲۷ دسامبر ۱۹۹۶) بنیانگذار «انجمن پیشاهنگی در تبعید ارمنی Haï Ari» (به ارمنی: Հայ Արի) مستقر در فرانسه بود.

## زندگی‌نامه
در ۱۰ ژوئیه ۱۹۰۸ در آسیای صغیر به دنیا آمد. از فارغ‌التحصیل شد. انجمن پیشاهنگی در تبعید ارمنی Haï Ari در بین سال‌های ۱۹۲۸ تا ۱۹۹۷ عضو سازمان جهانی جنبش پیشاهنگی بود. در سال ۱۹۷۸ جایزه گرگ برنزی به متساتوریان اعطا گردید. در ۲۷ دسامبر ۱۹۹۶ در سن ۸۸ سالگی در پاریس درگذشت.